# Exoneura rufa
Exoneura rufa är en biart som beskrevs av Rayment 1935. Exoneura rufa ingår i släktet Exoneura och familjen långtungebin. Inga underarter finns listade i Catalogue of Life.